# Sorbs
Sorbs, ou Sòrbs (en occitan languedocien), est une commune française située dans le nord du département de l'Hérault, en région Occitanie.
Exposée à un climat de montagne, elle est drainée par la Virenque, le ruisseau de Sorbs et par un autre cours d'eau. La commune possède un patrimoine naturel remarquable : trois sites Natura 2000 (les « gorges de la Vis et de la Virenque », le « causse du Larzac » et les « gorges de la Vis et cirque de Navacelles ») et trois zones naturelles d'intérêt écologique, faunistique et floristique.
Sorbs est une commune rurale qui compte 39 habitants en 2022, après avoir connu un pic de population de 366 habitants en 1831.  Ses habitants sont appelés les Sorbiens (voir gentilé ci-dessus).

## Géographie

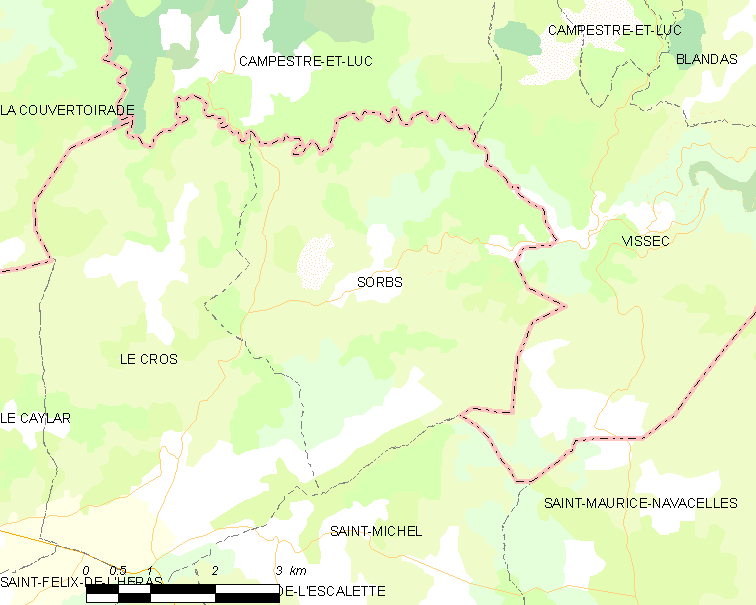
Carte

Situé aux confins méridionaux du Larzac, le territoire de la commune de Sorbs est limité au nord par les gorges profondes du lit de la Virenque affluent de la Vis. Les gorges de ces deux rivières forment une profonde entaille au sein des vastes étendues des plateaux que sont le Larzac au sud et les causses de Blandas et de Campestre au nord.
Le long d'un tracé très sinueux d'une longueur de 30 km, les cours d'eau ont creusé d'impressionnantes gorges surplombées par des falaises calcaires verticales de plusieurs centaines de mètres. En moyenne, la vallée ne dépasse pas 800 m de large.

### Climat
Pour des articles plus généraux, voir Climat de l'Occitanie et Climat de l'Hérault.
En 2010, le climat de la commune est de type climat des marges montargnardes, selon une étude s'appuyant sur une série de données couvrant la période 1971-2000. En 2020, Météo-France publie une typologie des climats de la France métropolitaine dans laquelle la commune est exposée à un climat méditerranéen et est dans une zone de transition entre les régions climatiques « Provence, Languedoc-Roussillon » et « Sud-est du Massif Central ».
Pour la période 1971-2000, la température annuelle moyenne est de 10,5 °C, avec une amplitude thermique annuelle de 15,4 °C. Le cumul annuel moyen de précipitations est de 1 094 mm, avec 9,8 jours de précipitations en janvier et 4,4 jours en juillet. Pour la période 1991-2020, la température moyenne annuelle observée sur la station météorologique la plus proche, située sur la commune du Caylar à 7 km à vol d'oiseau, est de 10,7 °C et le cumul annuel moyen de précipitations est de 1 161,1 mm,. Pour l'avenir, les paramètres climatiques de la commune estimés pour 2050 selon différents scénarios d'émission de gaz à effet de serre sont consultables sur un site dédié publié par Météo-France en novembre 2022.

### Milieux naturels et biodiversité

#### Réseau Natura 2000

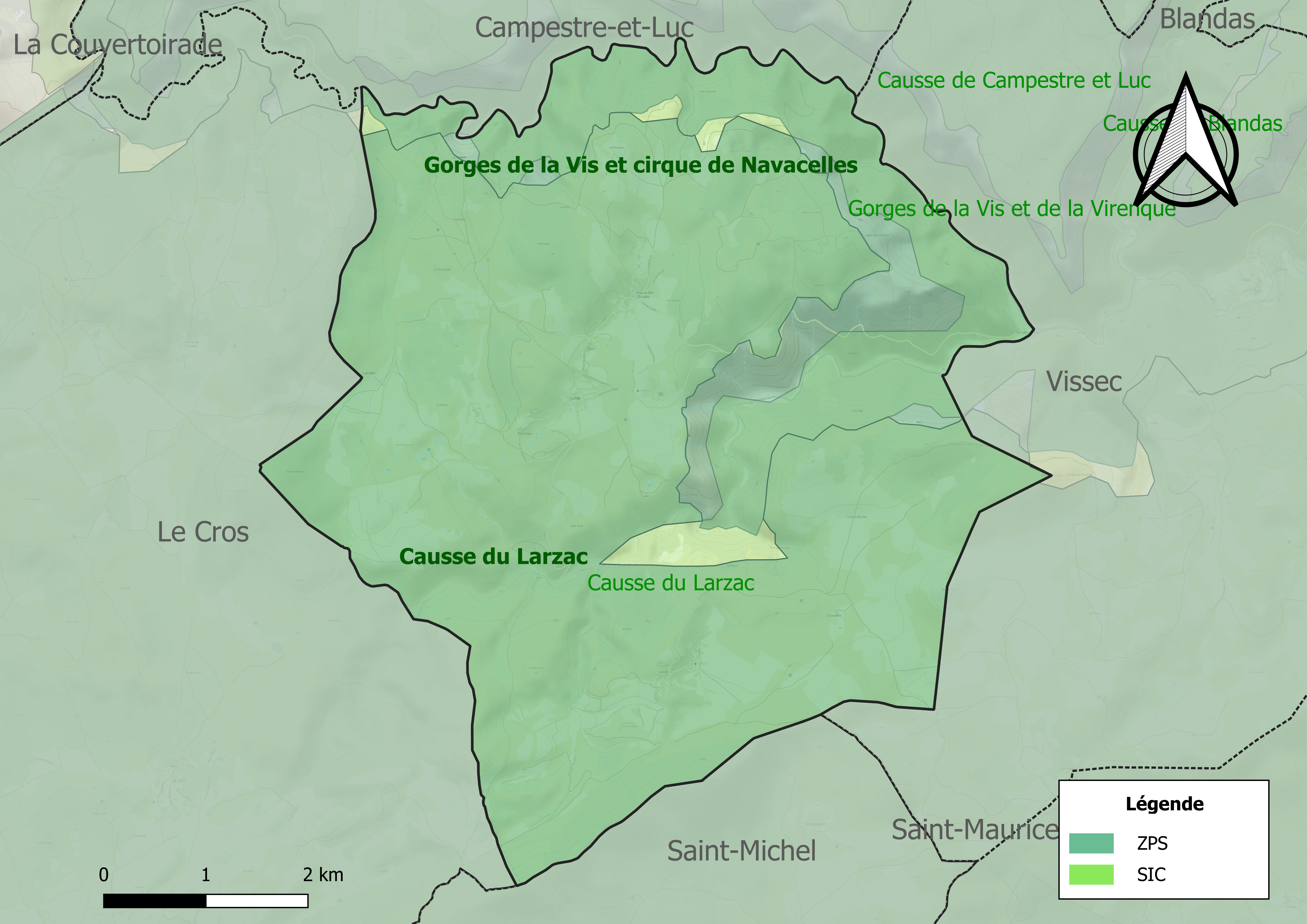
Site Natura 2000 sur le territoire communal.

Le réseau Natura 2000 est un réseau écologique européen de sites naturels d'intérêt écologique élaboré à partir des directives habitats et oiseaux, constitué de zones spéciales de conservation (ZSC) et de zones de protection spéciale (ZPS).
Un site Natura 2000 est défini sur la commune tant au titre de la directive oiseaux, que de la directive habitats, le « causse du Larzac ». D'une superficie de 29 556 ha, il fait partie des causses méridionaux, un ensemble régional original unique en Europe. Il est le plus grand ensemble de formations herbeuses sèches semi-naturelles en France et abrite un grand nombre d’espèces endémiques. Ce site abrite 17 espèces d'oiseaux d'intérêt communautaire pour la plupart liées pour leur reproduction et/ou leur alimentation aux milieux ouverts (dont le Bruant ortolan, le Pipit rousseline, l'Alouette lulu, la Pie-grièche écorcheur, etc… en effectifs bien représentées par rapport à la moyenne nationale),.
Un autre site relève de la directive habitats : les « gorges de la Vis et de la Virenque ». Occupant une superficie de 5 501 ha, ce grand site régional, qui entaille et sépare l'ensemble des grands causses méridionaux, présente deux intérêts majeurs : des habitats aquatiques et des ripisylves, avec six espèces de l'annexe II et des habitats de rochers avec des chauves-souris, les pentes avec de grands éboulis et des pentes boisées de hêtraie calcicole.
Un troisième site relève de la directive oiseaux : les « gorges de la Vis et cirque de Navacelles ». D'une superficie de 20 277 ha, ce site offre aux oiseaux les milieux nécessaires à la reproduction, à l’hivernage ou au repos en phase migratoire. Il compte, à différentes périodes de l’année, un grand nombre d’espèces remarquables à l’échelle européenne.

#### Zones naturelles d'intérêt écologique, faunistique et floristique
L’inventaire des zones naturelles d'intérêt écologique, faunistique et floristique (ZNIEFF) a pour objectif de réaliser une couverture des zones les plus intéressantes sur le plan écologique, essentiellement dans la perspective d’améliorer la connaissance du patrimoine naturel national et de fournir aux différents décideurs un outil d’aide à la prise en compte de l’environnement dans l’aménagement du territoire. 
Une ZNIEFF de type 1 est recensée sur la commune :
les « puechs Tudès et Buisson et serre Pelé » (394 ha), couvrant 4 communes dont une dans le Gard et trois dans l'Hérault et deux ZNIEFF de type 2, : 
- le « causse et contreforts du Larzac et montagne de la Séranne » (44 035 ha), couvrant 33 communes dont une dans l'Aveyron, deux dans le Gard et 30 dans l'Hérault[15] ;
- les « gorges de la Vis et de la Virenque » (9 620 ha), couvrant 16 communes dont dix dans le Gard et six dans l'Hérault[16].

Carte des ZNIEFF de type 1 et 2 à Sorbs.
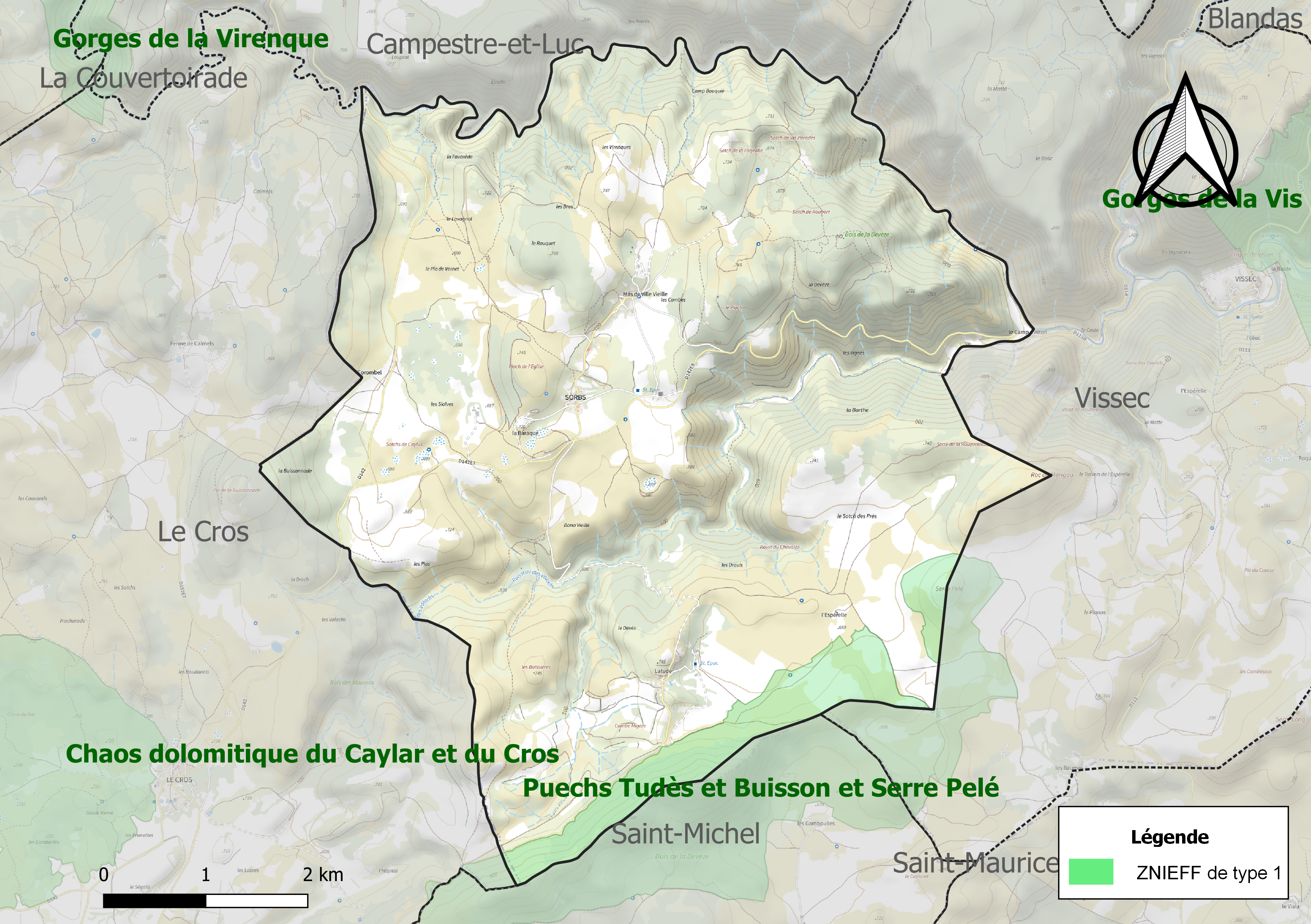
Carte de la ZNIEFF de type 1 sur la commune.
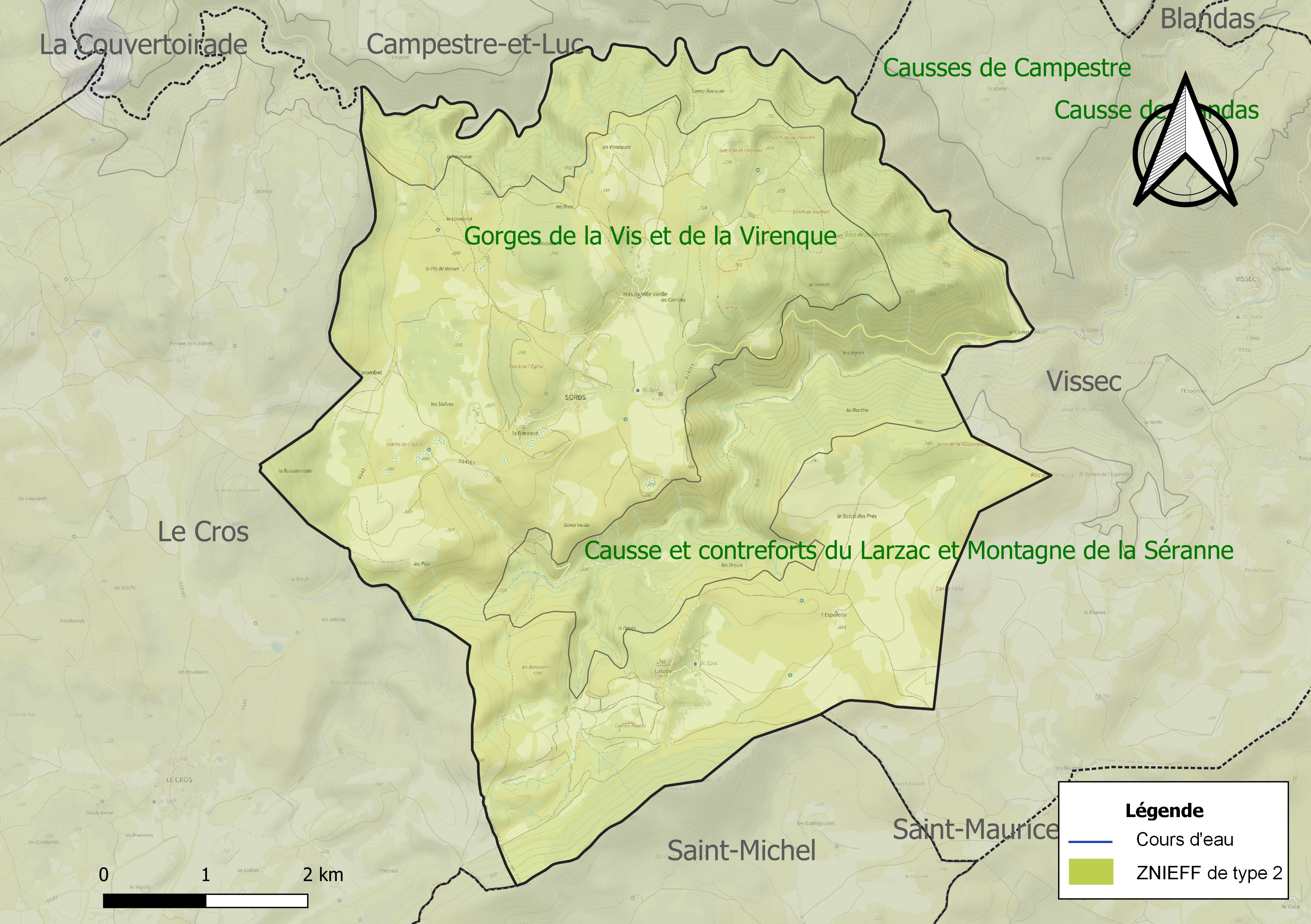
Carte des ZNIEFF de type 2 sur la commune.

## Urbanisme

### Typologie
Au 1er janvier 2024, Sorbs est catégorisée commune rurale à habitat très dispersé, selon la nouvelle grille communale de densité à sept niveaux définie par l'Insee en 2022.
Elle est située hors unité urbaine et hors attraction des villes,.

### Occupation des sols
L'occupation des sols de la commune, telle qu'elle ressort de la base de données européenne d’occupation biophysique des sols Corine Land Cover (CLC), est marquée par l'importance des forêts et milieux semi-naturels (88,4 % en 2018), en augmentation par rapport à 1990 (87 %). La répartition détaillée en 2018 est la suivante : 
milieux à végétation arbustive et/ou herbacée (60,5 %), forêts (27,9 %), prairies (6,5 %), zones agricoles hétérogènes (5,1 %). L'évolution de l’occupation des sols de la commune et de ses infrastructures peut être observée sur les différentes représentations cartographiques du territoire : la carte de Cassini (XVIIIe siècle), la carte d'état-major (1820-1866) et les cartes ou photos aériennes de l'IGN pour la période actuelle (1950 à aujourd'hui).

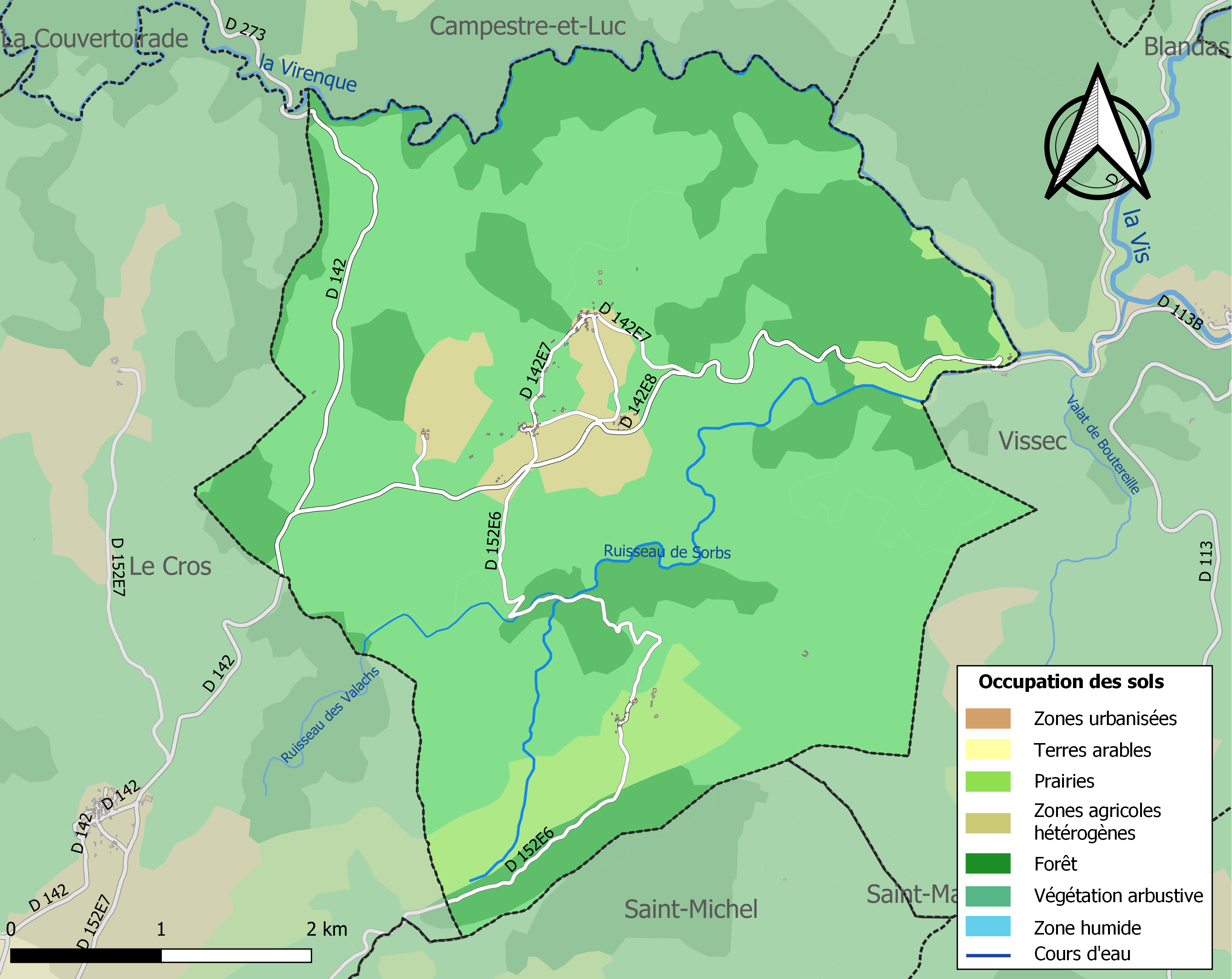
Carte des infrastructures et de l'occupation des sols de la commune en 2018 (CLC).

### Risques majeurs
Le territoire de la commune de Sorbs est vulnérable à différents aléas naturels : météorologiques (tempête, orage, neige, grand froid, canicule ou sécheresse) et séisme (sismicité faible). Un site publié par le BRGM permet d'évaluer simplement et rapidement les risques d'un bien localisé soit par son adresse soit par le numéro de sa parcelle.
Sorbs est exposée au risque de feu de forêt du fait de la présence sur son territoire. Un plan départemental de protection des forêts contre les incendies (PDPFCI) a été approuvé en juin 2013 et court jusqu'en 2022, où il doit être renouvelé. Les mesures individuelles de prévention contre les incendies sont précisées par deux arrêtés préfectoraux et s’appliquent dans les zones exposées aux incendies de forêt et à moins de 200 mètres de celles-ci. L’arrêté du 25 avril 2002 réglemente l'emploi du feu en interdisant notamment d’apporter du feu, de fumer et de jeter des mégots de cigarette dans les espaces sensibles et sur les voies qui les traversent sous peine de sanctions. L'arrêté du 11 mars 2013 rend le débroussaillement obligatoire, incombant au propriétaire ou ayant droit,.

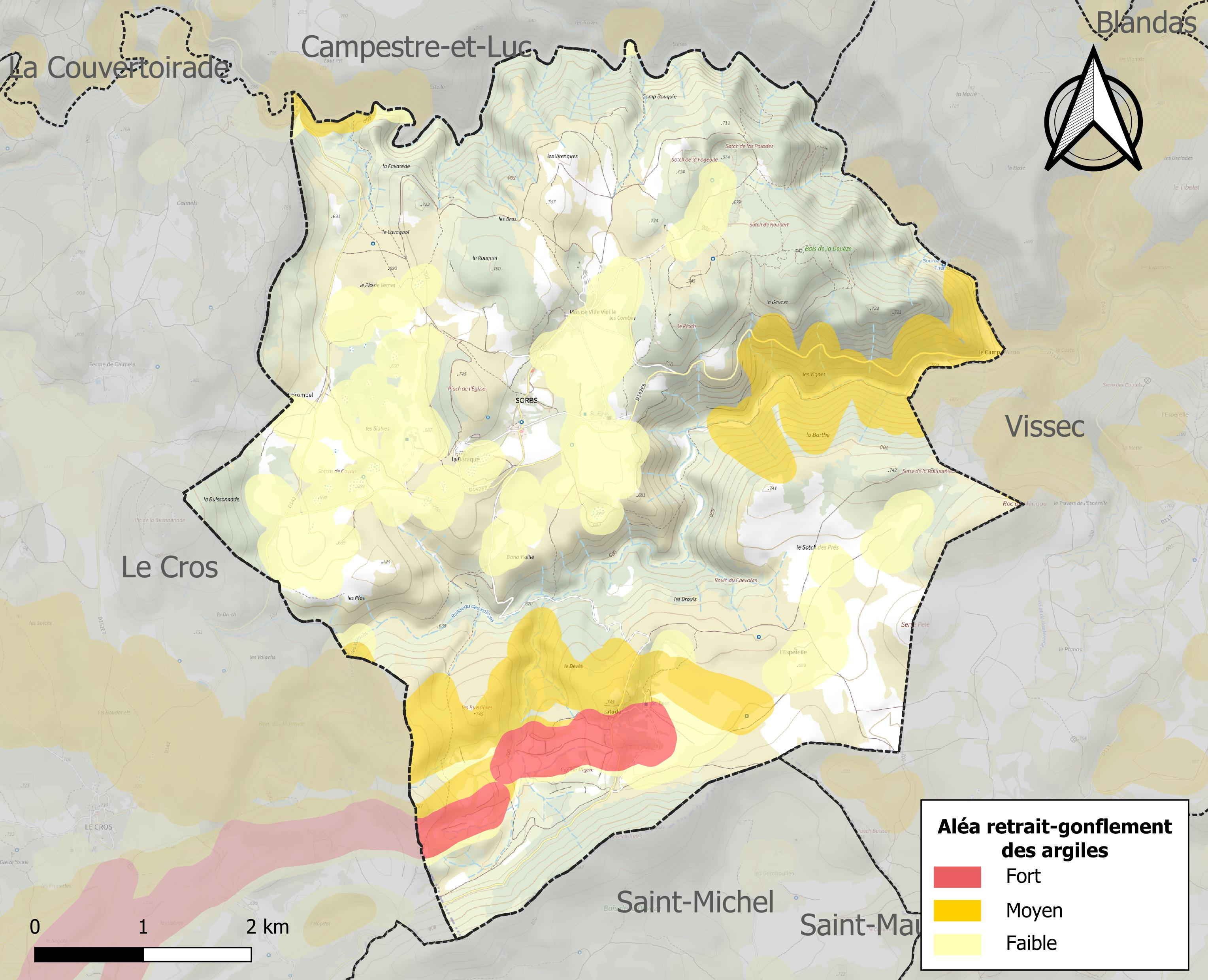
Carte des zones d'aléa retrait-gonflement des sols argileux de Sorbs.

Le retrait-gonflement des sols argileux est susceptible d'engendrer des dommages importants aux bâtiments en cas d’alternance de périodes de sécheresse et de pluie. 14,8 % de la superficie communale est en aléa moyen ou fort (59,3 % au niveau départemental et 48,5 % au niveau national). Sur les 55 bâtiments dénombrés sur la commune en 2019, 6 sont en aléa moyen ou fort, soit 11 %, à comparer aux 85 % au niveau départemental et 54 % au niveau national. Une cartographie de l'exposition du territoire national au retrait gonflement des sols argileux est disponible sur le site du BRGM,.
Par ailleurs, afin de mieux appréhender le risque d’affaissement de terrain, l'inventaire national des cavités souterraines permet de localiser celles situées sur la commune.
La commune a été reconnue en état de catastrophe naturelle au titre des dommages causés par les inondations et coulées de boue survenues en 1982, 1992, 2014 et 2015. Concernant les mouvements de terrains, la commune a été reconnue en état de catastrophe naturelle au titre des dommages causés par des mouvements de terrain en 2015.

## Histoire

### Depuis plus de4 000ans
Il y a environ 5 000 ans, les premiers paysans s'installent sur les hauts-plateaux et les garrigues. Les abris naturels des rochers parfois aménagés, les nombreuses grottes à mobilier, leurs sépultures coiffées de dolmens jalonnent encore le paysage. Bergers, ils tirent l'essentiel de leurs ressources de leurs troupeaux de moutons et de chèvres. Ils commencent à défricher l'immense forêt couvrant alors cette région, bâtissent des enclos en pierre sèche, des maisons et érigent des menhirs dont la signification demeure énigmatique. Les drailles (francisation du languedocien drailhe), chemins empruntés par les troupeaux transhumant des garrigues vers les plateaux, datent probablement de ces temps reculés.
Capter et stocker l'eau de pluie, protéger ses bêtes des intempéries, débroussailler (le buis sert de litière aux animaux), délimiter les pâturages et mettre en culture les meilleures terres ont conduit les paysans d'alors à transformer causses et garrigues, de façon lente et progressive.

### L'époque romaine
On évoque une bataille légendaire, livrée par les autochtones contre l'envahisseur romain, évènement dont aucun vestige n'a été retrouvé, pour expliquer le toponyme Alajou. Les Romains vainqueurs auraient érigé un autel à Jupiter, Ara Jovis, dont avec le temps l'appellation serait devenue Alajou. Ce toponyme désigne une partie du plateau, autour du Caylar, et en particulier la commune de Saint-Michel-d'Alajou. Si cette explication a été communément admise par les érudits de la fin du XIXe siècle et du début du XXe siècle, tel que G. Combarnous, la toponymie moderne (Hamlin) n'a pas retenu cette origine qui, aujourd'hui, est encore à définir. Néanmoins si de grands évènements ne marquèrent pas la romanisation de cette partie du plateau de nombreuses trouvailles, liées autant au hasard qu'à la prospection systématique, accréditent l'occupation antique de cette zone (céramique, vestiges de constructions, probables villae).

### Le Moyen Âge

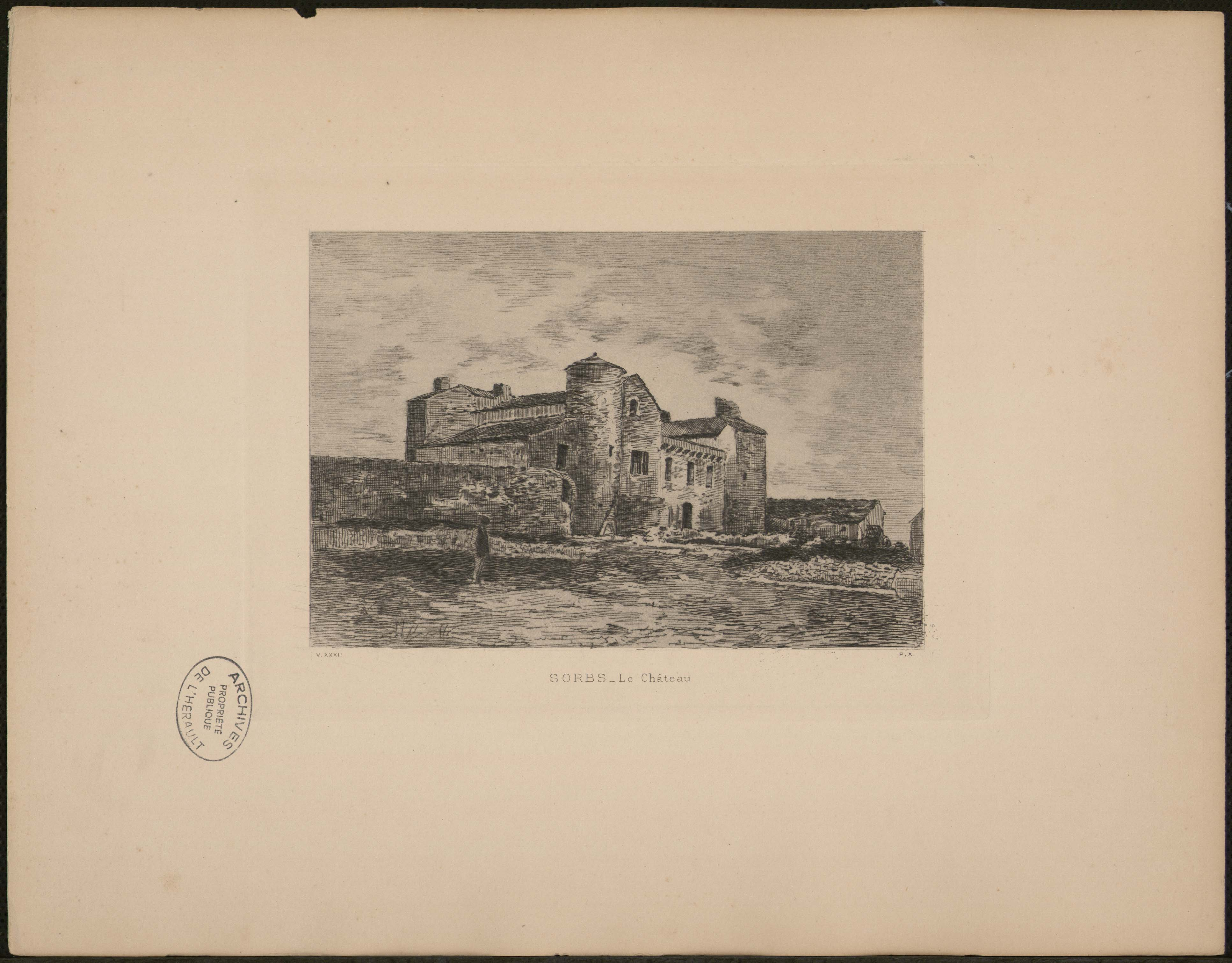
Le château : gravure (1895).

Aujourd'hui, les anciennes églises ont été abandonnées et de nouveaux édifices plus spacieux se sont élevés au centre des habitations.
On trouve trace de l'église de Sorbs en 804; il semble que cela soit l'une des premières de la région (c'est aussi à cette date que l'on situe la fondation de l'abbaye de Gellone-Saint-Guilhem-le-Désert), puisque celle des Rives n'est mentionnée qu'en 975, le plus grand nombre des églises du canton étant mentionné vers l'an 1000. Il reste comme unique vestige de cette église une voûte romane dans le mur du gîte communal du côté du cimetière.
Sorbs est mentionné comme villa aux IXe, Xe et XIe siècles.
Après s'être appelée tour à tour : Villa Sorbes (804), Villa Sorcianicum (996), à nouveau Villa Sorbes (1032), Sorts (1625), Sorbs ne trouvera son nom définitif que vers le XVIIe siècle (1688).
Les Templiers
En 1247, le hameau de Ville Vieille est mentionné dans les archives de Sainte-Eulalie et des templiers sont installés au mas de Vilaveilla.
Le château
Cette construction du XVIIe siècle offre un spécimen assez curieux de l'architecture de cette époque et elle est une des plus intéressantes du canton. La façade est flanquée de deux tours reliées par une galerie. On pénètre d'abord dans une cour donnant accès aux différentes pièces du rez-de-chaussée. Sur la porte un écusson aux armes de la famille de La Treilhe de Sorbs et de Fozières.
Même les Wisigoths ?
En août 1858, des paysans pauvres du village de Guadamur, près de Tolède, découvraient par hasard, une fosse contenant plusieurs couronnes en or (sept grandes et quatorze plus petites), décorées de pierres précieuses et un certain nombre d'objets rares. Un Français résidant en Espagne réussit à acquérir le trésor en bloc et le vendit au gouvernement de Napoléon III. Ce trésor entra par la suite au musée de Cluny.
Les noms que l'on pouvait lire sur chacune des couronnes démontraient qu'elles avaient appartenu individuellement à des rois wisigoths et il est vraisemblable qu'elles avaient été cachées au moment de la prise de Tolède par les Arabes en 712.
À la demande de Franco, le gouvernement du maréchal Pétain restitua la plus grande partie de ce trésor à l'Espagne. Ne restèrent que quelques joyaux secondaires et une couronne connue sous le nom de « couronne de Sonica ».
On peut y lire en effet, dans le creux d'une petite croix cette mention : IN DEI NOMINE OFFERET SONNICA BEATE MARIE IN SORBACES (« Offert au nom de Dieu par Sonnica à Sainte Marie de Sorbaces »).
Cette inscription a toujours dérouté les spécialistes. Elle n'a jamais permis d'identifier le possesseur de cette couronne comme cela fut le cas pour les autres. Si ce nom de Sonnica désigne bien un personnage masculin, il ne correspond à aucun roi ou prince wisigoth. Il pourrait également s'agir du nom d'une reine wisigothe.
Autre mystère celui de cette désignation : « BEATE MARIE IN SORBACES ». Si l'expression Sainte Marie peut désigner le vocable d'une église, le mot Sorbaces résiste davantage à l'interprétation. À peine peut-on le traduire par sorbier ou cormier. C'est en vain qu'on a tenté de faire correspondre ce nom de sorbier avec celui d'un lieu des environs de Tolède. Dans son livre Le Mystère gothique, Gérard de Sède a fait une proposition : « En France, dans le département de l'Hérault, existe un très vieux village situé sur le plateau du Larzac, au-dessus d'un ravin qui surplombe la petite rivière de la Virenque. Or, quel est le nom de ce village : Sorbs ! »
Déjà mentionné dans les chartes en l'an 800, il est très possible que la mystérieuse couronne de Sonnica ait été consacrée en ce lieu. Après tout, avec l'Aude et le Gard, l'Hérault fait partie de cette Septimanie que les Wisigoths conservèrent jusqu'à ce qu'ils fussent évincés par les Francs au VIIIe siècle. »
Mais cette proposition ne saurait tout de même être retenue qu'avec une prudente réserve, l'église de Sorbs ayant de tout temps été consacrée en l'honneur de Saint-Jean-Baptiste et non point de la Vierge Marie. On peut se référer au cartulaire médiéval de Gellone et au Livre Vert de Lodève qui citent la paroisse "Sancti Johannis de Sorbs"...

## Politique et administration
| Période      | Période  | Identité              | Étiquette | Qualité |
| ------------ | -------- | --------------------- | --------- | ------- |
| 1900         | 1908     | Basile Gay            |           |         |
| 1908         | 1941     | Henri Benezech        |           |         |
| 1941         | 1959     | Emile Camplo          |           |         |
| 1959         | 1965     | Maurice Randon        |           |         |
| 1965         | 1989     | Roger Camplo          |           |         |
| 1989         | 2014     | André Gay             |           |         |
| 2014         | 2020     | Jean-Charles Bousquet |           |         |
| Juillet 2020 | En cours | Éric Ollier           |           |         |

## Démographie
L'évolution du nombre d'habitants est connue à travers les recensements de la population effectués dans la commune depuis 1793. Pour les communes de moins de 10 000 habitants, une enquête de recensement portant sur toute la population est réalisée tous les cinq ans, les populations de référence des années intermédiaires étant quant à elles estimées par interpolation ou extrapolation. Pour la commune, le premier recensement exhaustif entrant dans le cadre du nouveau dispositif a été réalisé en 2005.

En 2022, la commune comptait 39 habitants, en évolution de +11,43 % par rapport à 2016 (Hérault : +7,49 %, France hors Mayotte : +2,11 %).
| 1793 | 1800 | 1806 | 1821 | 1831 | 1836 | 1841 | 1846 | 1851 |
| ---- | ---- | ---- | ---- | ---- | ---- | ---- | ---- | ---- |
| 214  | 238  | 277  | 326  | 366  | 314  | 299  | 320  | 312  |

| 1856 | 1861 | 1866 | 1872 | 1876 | 1881 | 1886 | 1891 | 1896 |
| ---- | ---- | ---- | ---- | ---- | ---- | ---- | ---- | ---- |
| 339  | 311  | 303  | 297  | 320  | 268  | 276  | 212  | 189  |

| 1901 | 1906 | 1911 | 1921 | 1926 | 1931 | 1936 | 1946 | 1954 |
| ---- | ---- | ---- | ---- | ---- | ---- | ---- | ---- | ---- |
| 162  | 167  | 158  | 107  | 112  | 110  | 88   | 80   | 73   |

| 1962 | 1968 | 1975 | 1982 | 1990 | 1999 | 2005 | 2006 | 2010 |
| ---- | ---- | ---- | ---- | ---- | ---- | ---- | ---- | ---- |
| 61   | 46   | 42   | 39   | 39   | 52   | 34   | 32   | 38   |

| 2015 | 2020 | 2022 | - | - | - | - | - | - |
| ---- | ---- | ---- | - | - | - | - | - | - |
| 35   | 39   | 39   | - | - | - | - | - | - |

## Culture locale et patrimoine

### Lieux et monuments
La géologie locale et l’intervention de l’homme ont parsemé le territoire de la commune de multiples curiosités.

#### Les «trous»
Si on peut noter la présence de grottes préhistoriques (le roc de Bouissas et grotte/sépulture au Rouquet), si de nombreux gouffres s’ouvrent ici ou là à fleur de sol (comme au mas Vernet), la présence des sotchs est immédiatement remarquable.
Un sotch est une dépression circulaire de petit diamètre mais particulièrement profonde en forme d'entonnoir. Sa formation résulte du comblement d'un aven ou du soutirage des argiles colmatant le fond d'une doline.
- Le plus remarquable des trois sotchs est celui de la Parade de forme ovale de 200 m de long et de 45 m de profondeur, avec des versants dissymétriques abrupts couverts de blocs rocheux et boisés.
- Le sotch de Robert est pratiquement circulaire d'un diamètre de 200 m et d'une profondeur de 30 m. Les versants en pente douce surmontés d'un talus rocheux sont couverts de landes à buis (Buxus sempervirens).
- Le sotch de la Fageolle est circulaire d'un diamètre de 100 m mais profond de 5 m.

#### Les «pierres levées»
La présence de l’Homme depuis le néolithique explique la présence des dolmens au Pas de Larquet, au hameau de Latude, à l’Espérelle et au ruisseau des Mourgues.
Tout comme celle de menhirs au col de Médigout et des tumulus de la Boissonnade.

#### L’architecture civile
Sorbs possède deux châteaux. Le premier auquel les Vissec de Latude doivent une partie de leur nom, celui du hameau de Latude date du XVIe siècle et le second distant de 500 mètres environ du hameau du Mas est du XIVe : il s'agit d'un quadrilatère à quatre tours d'angle et il comprend un escalier renaissance et une porte avec écusson armorié.
Ce château, inscrit au titre des monuments historiques, a été restauré par ses nouveaux propriétaires depuis 15 ans.

#### L’architecture sacrée
- Chapelle Sainte-Marie de Latude.
- Église Saint-Jean-Baptiste de Sorbs.
- L'église actuelle date de 1830, la chapelle de Latude du XVIe siècle avec sa voûte en berceau de forme elliptique et les vestiges de l'ancienne église de Sorbs, signalée dès le début du IXe siècle, dont l'abside manque mais dont la porte en plein cintre demeure dans le mur du cimetière.

Les croix (d'après une étude de Hyacinthe Le Rouge, curé de Sorbs au début du XXe siècle).
Le bourg de Sorbs comportait à l'époque de cette étude sept croix : l'une d'elles « la croix de Combelle », en bois, placée autrefois à l'extrémité du village en face du Causse et voisine des ravins de la Virenque n'existe plus.
Il reste donc encore six croix : celle du Mas, du château, de Latude, de l'église, du cimetière (érigée en 1878) et celle de Ville-Vieille.
- La croix du Mas : placée autrefois devant l'église, elle se trouve maintenant au centre du bourg. C'est la plus ancienne. Il s'agit d'un monolithe de granit de forme octogonale de 2 mètres de haut et de 54 centimètres de tour. Sur ce pilier repose une croix de 1 mètre de hauteur dont le croisillon mesure 60 cm. de long, le centre en est orné d'une belle rosace en relief de 10 cm. de haut. La base dans laquelle est encastrée la croix est formée d'une antique meule de moulin de 3,75 mètres de circonférence et de 30 centimètres de hauteur. Ce monument est d'aspect rustique et sans Christ. Seule l'inscription placée sur le croisillon donne une date et le nom du curé de l'époque : 1630     I.GAZEL. P.
- La croix du Château : érigée à la fin du règne de Louis XIV (1717), inscrite aux Monuments historiques, elle est placée à un carrefour près du château. Les multiples inscriptions que l'on peut relever sur cette croix demanderaient une étude quant à leur contenu et à leur disposition.

### Faune et flore

#### La faune
Les escarpements rocheux sont un lieu de nidification pour de nombreuses espèces d'oiseaux rupestres dont certaines sont rares et très menacées sur l'ensemble du territoire et même sur le plan européen.
Parmi 70 espèces d'oiseaux recensées à ce jour, on remarque de nombreuses espèces rupestres rares telles :
- l'aigle royal (Aquila chrysaetos) : 3 des 15 couples du Sud du Massif central nichent dans les falaises des gorges de la Vis ;
- l'aigle de Bonelli (Hieraetus fasciatus) : dont un couple niche sur le territoire de Sorbs ;
- le hibou grand-duc (Bubo bubo) : de 5 à 10 couples ;
- le crave à bec rouge (Pyrrhocorax pyrrhocorax) : plusieurs colonies sont installées dans les falaises ;
- le grand corbeau (Corvus corax) : plus de 5 couples ;
- le martinet à ventre blanc (Apus melba) et le merle bleu (Monticola solitarius) ;
- le Tichodrome (Tichodroma muraria) et l'accenteur alpin (Prunella collaris) : en hivernage.

Ce site était naguère occupé par le vautour percnoptère (Neophron percnopterus) et le vautour fauve (Gyps fulvus). Ce dernier fait aujourd'hui l'objet d'un programme de réintroduction à côté du cirque de Navacelles et on peut le voir parfois dans le ciel de Sorbs.
Les nombreuses grottes abritent une population de chauves-souris parmi lesquelles le grand rhinolophe (Rhinolophus ferrumequinum), le petit rinolophe (Rhinolophus hipposideros), le petit murin (Myotis blythii), le murin de Daubenton (Myotis daubentonii), le murin à moustaches (Myotis mystacinus), le murin de Natterer (Myotis nattereri), la pipistrelle de Kulh (Pipistrellus kuhlii) et la très rare pipistrelle de Savii (Hypsugo savii).

#### La flore
Les pentes sont couvertes par des taillis de chênes verts (Quercus ilex) ou de chênes blancs (Quercus humilis) avec ponctuellement quelques reboisements en pins noirs (Pinus nigra).
Certaines falaises, notamment sur les versants nord peu ensoleillés et humides, abritent une flore rare dont une espèce carnivore poussant en milieu montagnard; les gorges de la Vis constituent sa station la plus méridionale.
Quelques espèces rares au niveau régional :
- Asplenium fontanum : espèce endémique des sources de la Foux, ayant seulement une station dans l'Hérault et le Gard ;
- Pinguicula longifolia : espèce vulnérable, dont seules sont connues deux stations dans l'Hérault et deux stations dans le Gard ;
- Allium flavum : espèce menacée en Languedoc et en limite sud de son aire de répartition ;
- Paeonia officinalis : espèce protégée ;
- Orchis coriophora subsp. fragrans : espèce protégée dont sept stations sont connues dans l'Hérault ;
- Platanthera chlorantha : moins de cinq stations connues dans le département.

### Héraldique
| Blason de Sorbs | Blason  | D'argent à un sorbier arraché de sinople fruité de gueules, au chef d'azur à un lion issant d'or couronné du même, armé et lampassé de gueules |
| Blason de Sorbs | Détails | Création Jean-Claude Molinier. Adopté le 11 juillet 2003.                                                                                      |

### Fonds d'archives
- Fonds : Archives communales de Sorbs (1639-1919) [0,80 ml].  Cote : 303 EDT. Montpellier : Archives départementales de l'Hérault (présentation en ligne).